# Sant Antoni de la Cerulla
Sant Antoni de la Cerulla és una petita ermita que es troba a la Cerulla, al municipi de Viacamp i Lliterà. Està dedicada a Sant Antoni de Pàdua.

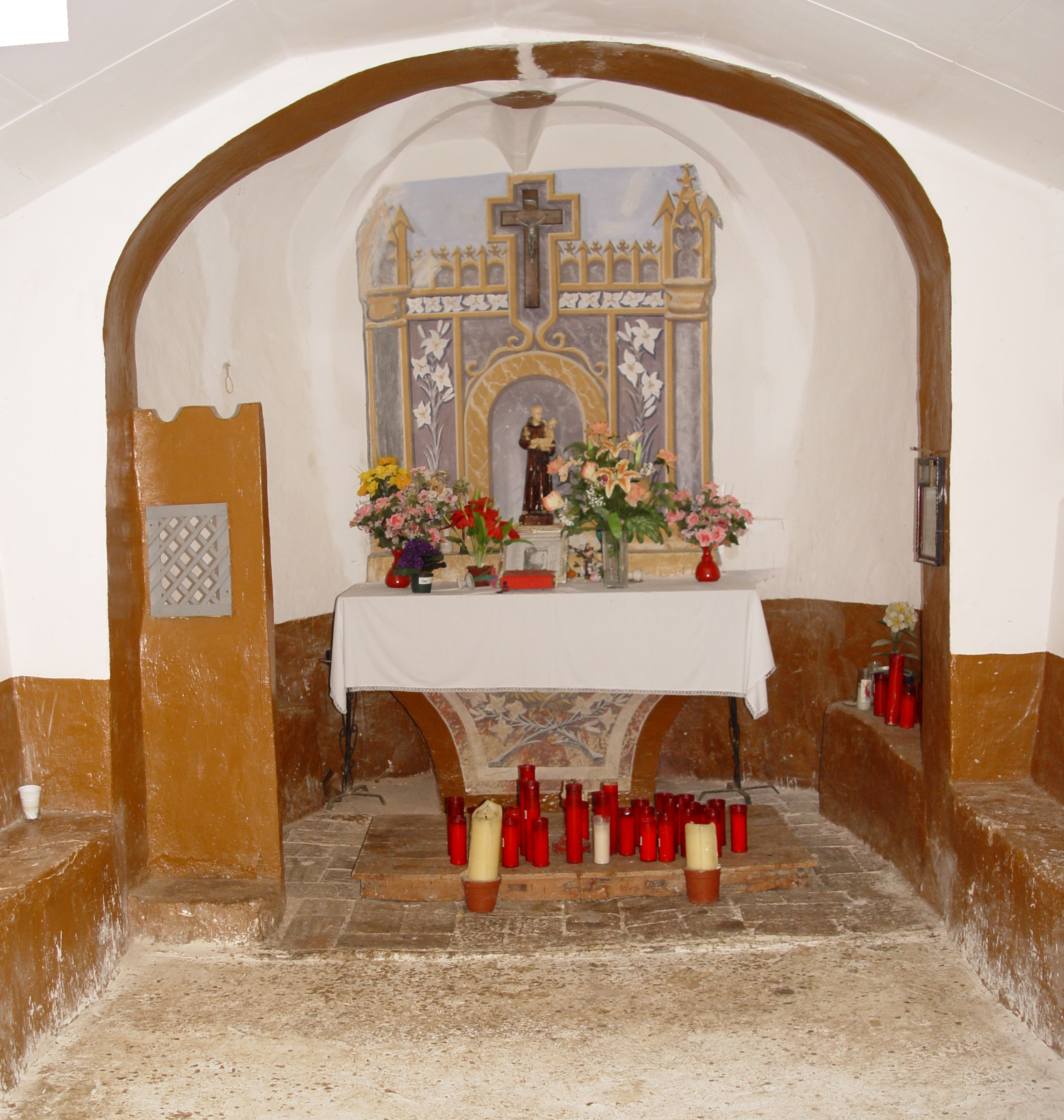
Interior de l'ermita de Sant Antoni de la Cerulla